# Kerkabarabás
Kerkabarabás (szlovénül: Barabaš) község Zala vármegyében, a Lenti járásban.

## Fekvése
A Hetés területén fekszik, Lenti északi szomszédságában. Kelet felől szintén Lentihez tartozó külterületek határolják, és a várost leszámítva csak két további települési szomszédja van: észak felől Zalabaksa, délnyugat felől pedig Resznek.

### Megközelítése
Közigazgatási területén áthalad a Lentitől a bajánsenyei határátkelőhelyig húzódó 7416-os út, nyugati határszélét pedig végigkíséri a 86-os főút is, de a központján csak a Lenti és Zalabaksa között húzódó 7426-os út vezet végig.

## Története
Kerkabarabás és a Kerka völgye már az újkőkorban is lakott hely volt, melyet a település közelében feltárt újkőkorból való; a dunántúli vonaldíszes kultúra leletei, valamint kőeszközök kerültek napvilágra.
A település nevét azonban csak 1333-ban említették először az oklevelek Barlabas néven. A falu 14. század közepétől a Bánffy család birtokai közé tartozott, majd a Nádasdy családé lett, tőlük pedig a kincstárhoz került, kitől az Esterházy család vásárolta meg.

## Közélete
A község 1966-tól a Zalabaksa székhelyű közös tanácshoz tartozott. A hetvenes évektől ugyanehhez a tanácshoz csatlakozott Pórszombat, Szilvágy, Kálócfa, Kozmadombja és Pusztaapáti is. A közös tanács elnöke a nyolcvanas évek közepén Horváth Ottó, Kerkabarabás elöljárója pedig Vadász Ferenc volt. A rendszerváltás óta újra önállóan igazgathatja magát a település. (A korábbi közös tanácsban működő települések közös önkormányzati hivatala továbbra is Zalabaksán található.)

### Polgármesterei
| 1990-'94     | 1994-'98     | 1998-'02      | 2002-'06      | 2006-'10      | 2010-'14        | 2014-'19                | 2019-'24    | 2024-       |
| ------------ | ------------ | ------------- | ------------- | ------------- | --------------- | ----------------------- | ----------- | ----------- |
| Szabó István | Becze György | Szente Ferenc | Szente Ferenc | Szente Ferenc | id. Paál István | Vidáné Kerese Zsuzsanna | Paál István | Paál István |
|              |              |               |               |               |                 |                         |             |             |
| –            | –            | –             | –             | –             | –               | –                       | –           | –           |
|              |              |               |               |               |                 |                         |             |             |

| Év   | Jelöltek száma | Rész- vétel  | Megválasztott polgármester | Megválasztott polgármester | Megválasztott polgármester | Szavazat     | Szavazat     |  |
| Év   | Jelöltek száma | Rész- vétel  | név                        | szervezet                  | szervezet                  | db           | érv.%        |  |
| ---- | -------------- | ------------ | -------------------------- | -------------------------- | -------------------------- | ------------ | ------------ |  |
| 1990 | (nincs adat)   | (nincs adat) | Szabó István               |                            | –                          | (nincs adat) | (nincs adat) |  |
| 1994 | 3              | 60%          | Becze György               |                            | –                          | 134          | 82%          |  |
| 1998 | 4              | 68%          | Szente Ferenc              |                            | –                          | 123          | 70%          |  |
| 2002 | 2              | 65%          | Szente Ferenc              |                            | –                          | 124          | 78%          |  |
| 2006 | 2              | 60%          | Szente Ferenc              |                            | –                          | 87           | 62%          |  |
| 2010 | 3              | 56%          | id. Paál István            |                            | –                          | 51           | 38%          |  |
| 2014 | 2              | 58%          | Vidáné Kerese Zsuzsanna    |                            | –                          | 79           | 59%          |  |
| 2019 | 5              | 63%          | Paál István                |                            | –                          | 79           | 59%          |  |
| 2024 | 1              | 62,9%        | Paál István                |                            | –                          | 149          | 100%         |  |
|      |                |              |                            |                            |                            |              |              |  |

## Népesség
A település népességének változása:
| Lakosok száma | 276  | 270  | 261  | 261  | 272  | 269  | 270  |
|               | 2013 | 2014 | 2015 | 2021 | 2022 | 2023 | 2024 |

A 2011-es népszámlálás idején a nemzetiségi megoszlás a következő volt: magyar 89,4%, cigány 7,74%, német 1,41%. A lakosok 76,2%-a római katolikusnak, 2,17% reformátusnak, 6,86% felekezeten kívülinek vallotta magát (12,63% nem nyilatkozott).
2022-ben a lakosság 92,3%-a vallotta magát magyarnak, 4% cigánynak, 2,2% németnek, 0,4% románnak, 0,4% szlovénnek, 2,9% egyéb, nem hazai nemzetiségűnek (6,3% nem nyilatkozott; a kettős identitások miatt a végösszeg nagyobb lehet 100%-nál). Vallásuk szerint 54% volt római katolikus, 2,9% református, 0,7% evangélikus, 0,4% egyéb katolikus, 3,7% felekezeten kívüli (38,2% nem válaszolt).

## Nevezetességek
- Kápolna

## Itt születtek, itt éltek
- Danilo Kiš - magyar-szerb származású jugoszláv író a második világháború alatt itt élt családjával.
- Daday Ferenc (Kerkabarabás, 1914-2013) - festőművész, a település első díszpolgára.
- Cukor György (Kerkabarabás, 1951. január 23.- ) - költő